# Їгіт Аслан
Їгіт Аслан (тур. Yiğit Aslan, 11 березня 2003) — турецький плавець.
Учасник Олімпійських Ігор 2020 року, де в попередніх запливах на дистанції 800 метрів вільним стилем посів 24-те місце і не потрапив до півфіналів.